# ۱۵ دقیقه شهرت

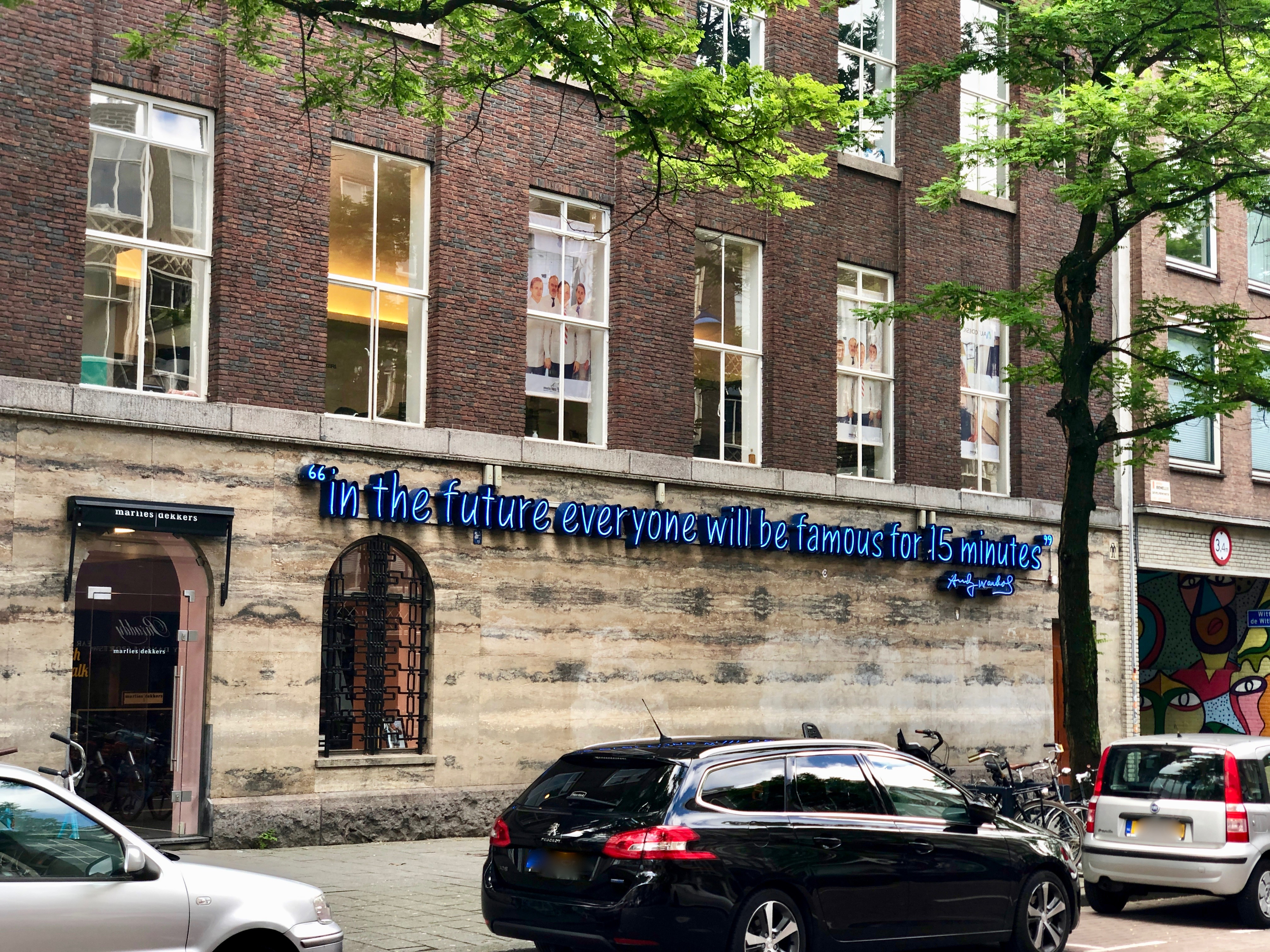
نقل قول در مورد ساختمانی در روتردام که نوشته است «در آینده همه برای ۱۵ دقیقه مشهور خواهند شد».

۱۵ دقیقه شهرت (به انگلیسی: 15 minutes of fame)، اصطلاحی است که برای توصیف شهرت کوتاه‌مدت افراد یا پدیده‌ها به کار می‌رود. این اصطلاح از جملهٔ معروف اندی وارهول، هنرمند معاصر گرفته شده‌است. وارهول در طی برنامه‌ای از آثار به نمایش درآمده‌اش در موزهٔ هنر مدرن در استکهلم، سوئد گفته بود: «در آینده همه برای ۱۵ دقیقه شهرت جهانی خواهند داشت».